# Fjärde söndagen efter trettondedagen
Fjärde söndagen efter trettondedagen är den fjärde söndagen som infaller efter Trettondedag jul (6 januari). 
Den kan infalla endast om det blir en söndag 28 januari-1 februari, vilket ju sker 5 av 7 år. Just denna söndag i trettondedagstiden utgår dock om den sammanfaller med Septuagesima eller med Kyndelsmässodagen, som normalt infaller 2-8 februari men förskjuts till söndagen före de år då Fastlagssöndagen infaller något av dessa datum.
Den liturgiska färgen är i Svenska kyrkan och Romersk-katolska kyrkan grön. I Svenska kyrkan är söndagens tema Jesus är vårt hopp.

## Svenska kyrkan

### Texter
Söndagens tema enligt 2003 års evangeliebok är Jesus är vårt hopp. De bibeltexter som används för att belysa dagens tema är:
| Första årgången                                                        | Andra årgången                                                 | Tredje årgången                                                                       | Psaltarpsalm        |
| Jesaja 40:26-31 Andra Korintierbrevet 1:8-11 Matteusevangeliet 8:23-27 | Jobs bok 38:1-11 Jakobs brev 5:13-16 Johannesevangeliet 5:1-14 | Andra Samuelsboken 22:4-7, 17 Andra Timotheosbrevet 1:7-10 Matteusevangeliet 14:22-33 | Psaltaren 107:28-32 |